# 慕斯达法莫哈末
拿督斯里慕斯达法莫哈末（1950年9月25日—，吉兰丹马来土话昵称为“督法”），马来西亚政治人物，为前土著团结党党员，前吉兰丹日里的国会议员。
他从马哈迪·莫哈末执政时期开始参与政府事务，任内担任国际贸易与工业部长（1994一1999）。之后在第5任首相阿都拉·巴达威执政时期，担任财政部副部长、企业发展部长、首相署部长、高等教育部长等职（2004一2009）。2009年，担任农业和农基工业部部长直至2018年。2018年9月18日以痛心党乖离中庸原则为由宣布退出巫统，成为独立议员，随后于2018年10月26日加入土著团结党。2020年3月10日，他加入第8任首相慕尤丁领导的国民联盟，受委为马来西亚首相署（经济事务）部长，后在第9任首相依斯迈沙比里所领导的沙比里内阁内续任同样部长职位。
2024年6月28日，慕斯达法发文告澄清他已于2023年9月30日退出土著团结党并辞去党职。

## 生平
慕斯达法曾是巫统中央委员兼吉兰丹巫统主席，曾担任国际贸易与工业部长、財政部副部長、企業發展部長、首相署部長、高等教育部長、農業和農基工業部長，於1995年首次當選國會議員，1999年連任失利，2004年又再度當選並連任至今；2004年，他被提名為吉蘭丹州州務大臣，但由於巫統未能在州議會選舉中贏得多數，所以並未成功。
2018年6月30日，慕斯达法在巫统党选中连任最高理事会成员一职。同年9月18日，慕斯达法决定退党，时任首相马哈迪·莫哈末指出他退出巫统，是因为意识到巫统已经腐坏。
2021年1月10日，首相署经济事务部发出文告，证实慕斯达法确诊2019冠狀病毒病。

## 荣誉

### 外国勋章奖章
- 旭日大绶章（日本，2024年4月29日公布[9]）